# ヴォルフガング・フォン・ヘッセン
ヴォルフガング・フォン・ヘッセン（ドイツ語: Wolfgang von Hessen, 1896年11月6日 - 1989年7月12日）は、ドイツのヘッセン＝カッセル家の公子。1918年のごく短期間、フィンランド王国の王太子となることが予定されていた。ナチ党員で、突撃隊上級大佐。また、ドイツ国防軍陸軍少佐。

## 生涯

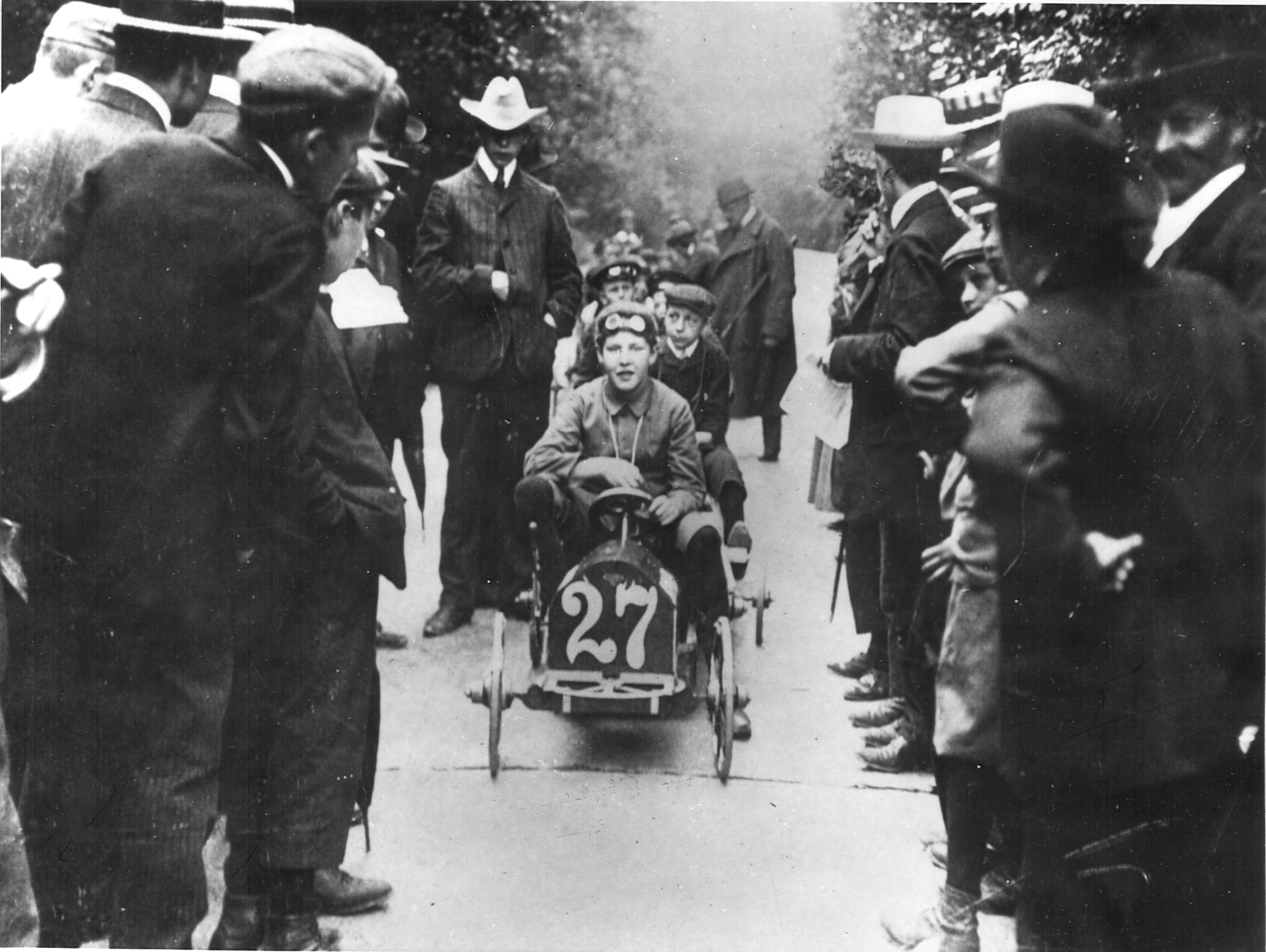
クロンベルクでの子供向けイベントに参加する、少年時代のヴォルフガングと3人の兄たち（1907年）

ヘッセン＝カッセル家の公子フリードリヒ・カールと、ドイツ皇帝ヴィルヘルム2世の妹であるプロイセン王女マルガレーテの間に四男としてルンペンハイム城に生まれた。すぐ上の兄フィリップとは双子である。長兄フリードリヒ・ヴィルヘルムと次兄のマクシミリアンは第一次世界大戦で戦死した。
1918年に父がフィンランド議会によって国王カールレ1世に推戴された際、フィリップがドイツにおいてヘッセン＝カッセル家を受け継ぎ、ヴォルフガングが新興国フィンランドの王家を受け継ぐという、一族内の役割分担が想定された。このためヴォルフガングがフィンランド王太子になることが定められたが、ドイツの敗戦によりヘッセン家がフィンランド王位に就く望みは潰えた。
銀行員としてのキャリアを積み、ハンブルクのM・M・ヴァールブルク&COやヴィースバーデンの商工会議所で働いた。1924年9月17日、ドイツ帝国宰相を務めたバーデン大公家家長マクシミリアンの娘マリー・アレクサンドラと結婚した。
1933年のナチ党の権力掌握後、ヘルマン・ゲーリングの世話でヘッセン＝ナッサウ州のオーバータウヌス郡の郡長に任命された（ヘッセン＝ナッサウ州では兄フィリップが州知事を務めていた）。その後4月1日にナチ党に入党。同時に突撃隊の隊員となり、突撃隊上級大佐にまで昇進した。またドイツ国防軍にも入隊し、陸軍少佐にまで昇進している。第二次世界大戦ではドイツ軍の一員として3年間フィンランド領ラップランドに駐屯し、1943年にはフィンランドの最高司令官マンネルヘイム元帥より三級自由十字勲章を授与されている。1944年1月29日、妻マリー・アレクサンドラがフランクフルト大空襲の犠牲となって死亡した。
戦後、ナチ党への協力姿勢が災いして短期間抑留されている。1948年9月7日、家内法では貴賤結婚とされる平民女性のオッティーリエ・メーラー（1903年 - 1991年）と再婚した。その後はクロンベルクのフリードリヒスホーフ城で暮らし、ヘッセン家の資産管理団体を経営した。